# Шемякский сельсовет
Шемякский сельсовет — муниципальное образование в Уфимском районе Башкортостана.
Административный центр — село Октябрьский.

## История
Согласно Закону о границах, статусе и административных центрах муниципальных образований в Республике Башкортостан имеет статус сельского поселения.
Закон Республики Башкортостан от 17 декабря 2004 г. № 125-з «Об изменениях в административно-территориальном устройстве Республики Башкортостан, изменениях границ и преобразованиях муниципальных образований в Республике Башкортостан» гласит:

Статья 1. «Изменения в административно-территориальном устройстве Республики Башкортостан», п. 54:
54. Изменить границы следующих сельсоветов Уфимского района, Уфимского района, города Уфы, следующих территориальных единиц города Уфы согласно представленной схематической карте, передав часть территорий территориальных единиц города Уфы в состав территорий сельсоветов Уфимского района:
- 21 га Ленинского района города Уфы в состав территории Шемякского сельсовета Уфимского района;

## Население
| 2002  | 2009  | 2010  | 2012  | 2013  | 2014  | 2015  |
| ----- | ----- | ----- | ----- | ----- | ----- | ----- |
| 2379  | ↗2790 | ↗2806 | ↘2803 | ↘2711 | ↘2651 | ↘2597 |
| 2016  | 2017  | 2018  |       |       |       |       |
| ↗2610 | ↘2577 | ↘2572 |       |       |       |       |

## Состав сельского поселения
| № | Населённый пункт | Тип населённого пункта       | Население |
| - | ---------------- | ---------------------------- | --------- |
| 1 | Октябрьский      | село, административный центр | ↗1663     |
| 2 | Шемяк            | село                         | ↗428      |
| 3 | Первомайский     | деревня                      | ↘307      |
| 4 | Новотроевка      | деревня                      | ↗236      |
| 5 | Бейгулово        | село                         | ↘172      |

В 1986 году упразднена и исключена из учётных данных д. Сарт-Смирново (Указ Президиума ВС Башкирской АССР от 12.12.1986 N 6-2/396 «Об исключении из учётных данных некоторых населенных пунктов»))

## Известные уроженцы
- Ивушкин, Владимир Иванович (9 июня 1942 — 12 марта 1999) — монтажник Куйбышевского строительно-монтажного управлении треста «Союзтелефонстрой», полный кавалер ордена Трудовой Славы[18][19].